# Triphosa amblychiles
Triphosa amblychiles là một loài bướm đêm trong họ Geometridae.